# 2329 Orthos
2329 Orthos (1976 WA) là một tiểu hành tinh Apollo và là vật thể gần Trái Đất được phát hiện ngày 19 tháng 11 năm 1976 bởi H.-E. Schuster ở European Southern Observatory.